# Пера Тодорович (политик)
Петроние (Пера) Тодорович е сръбски журналист и политик, един от основателите и първите лидери на Радикалната партия през 80-те години на XIX век.

## Биография
Пера Тодорович е роден през 1852 година в село Водице, край Смедеревска паланка. В края на 60-те години учи педагогика в Цюрих. След завръщането си в Сърбия през 1871 година сътрудничи на социалиста Светозар Маркович в „Явност“, „Глас явности“ и други вестници. През 1874 година става редактор на социалистическото списание „Рад“. Две години по-късно е арестуван във връзка с работнически демонстрации в Крагуевац. Избягва затвора, като първо се записва доброволец във войната с Османската империя, а след това емигрира в Австро-Унгария.
Падането на Йован Ристич от власт дава възможност на Тодорович да се завърне в Сърбия и да вземе участие в създаването на Радикалната партия в началото на 1881 година. През следващите две години отново издава „Рад“ и е един от главните сътрудници на партийния вестник „Самоуправа“. Избухването на Тимошкото въстание дава повод на властите да арестуват Тодорович. Осъден е на смърт, но присъдата му е заменена с 10 години затвор в края на 1883 година.
Тодорович е освободен от затвора в началото на 1886 година, след като обещава да сътрудничи с крал Милан Обренович, чиято власт е сериозно застрашена от поражението в Сръбско-българската война. Не успява да убеди съпартийците си да се включат в правителството на краля и е изключен от Радикалната партия. До 1903 година издава вестник „Мале Новине“. Умира през 1907 година в Белград.